# 副島正純

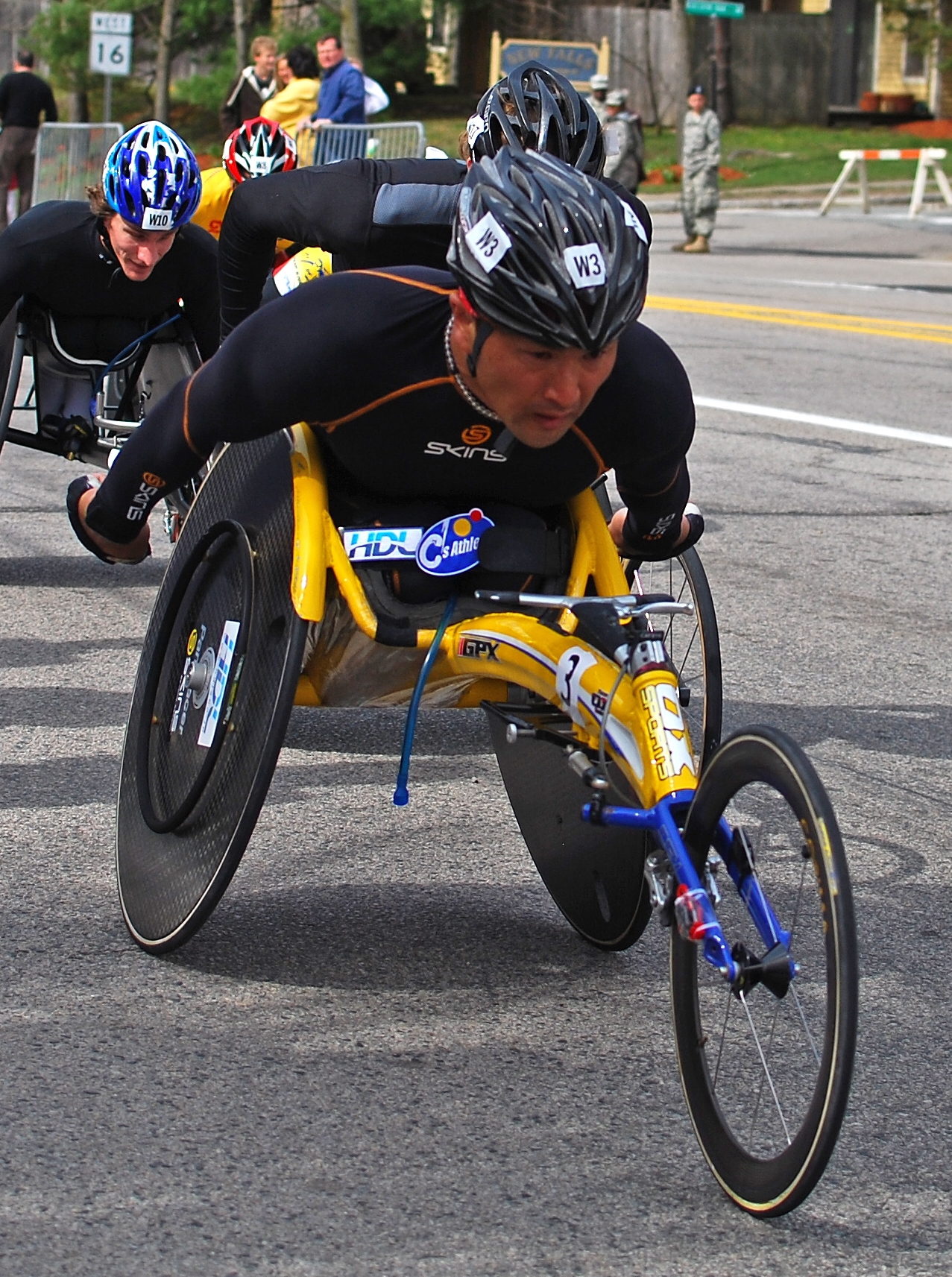
副島正純

副島 正純（そえじま まさずみ、1970年8月31日 -長崎県諫早市出身。現在、長崎県諫早市在住。）は、日本の車いすアスリート。

## 人物

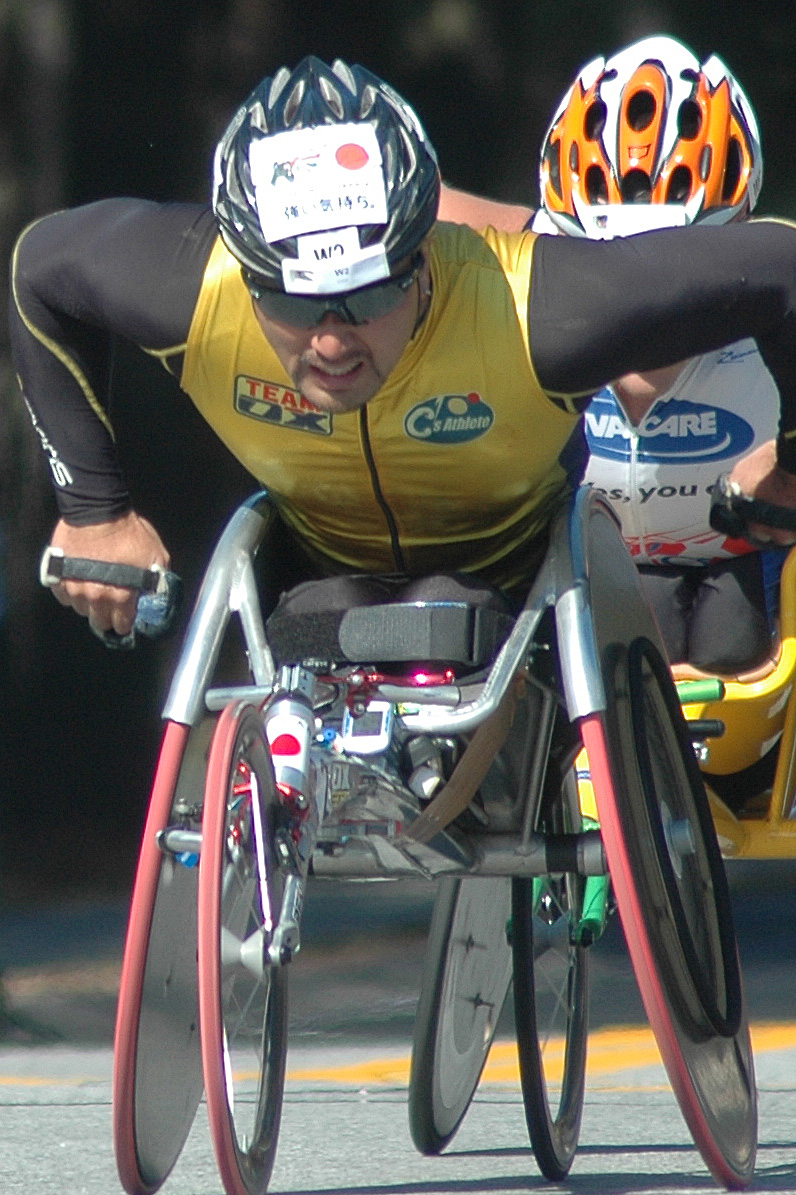
副島正純/2011ボストンマラソン中間点

1994年7月、家業（鉄工業）手伝い中に300kgの鉄板の下敷きになり脊髄を損傷、車いす生活となった。1995年11月から車いすレースを始める。2005年からシーズアスリートに所属し、本格的にプロのアスリートとして活動する。毎年5大メジャーマラソン大会を中心に20レース以上のマラソン大会に出場。 ボストンマラソン、ベルリンマラソン、ニューヨークシティマラソンの優勝をはじめ好成績を残している。車いすレースでは他車の後ろにまわり、スリップストリームに入って体力を温存し、ラストスパートで追い抜く、といった戦法もあるが、先行逃げ切りのスタイルを貫く。また、年間約30回以上、企業や学校等で講演活動を行う。
現在、車いすマラソン世界ランク1位(2012年1月現在)
世界記録の樹立を目標に掲げている。

## 主なレース成績
- 1996年
  - 6月 はまなす全国車いすマラソン大会（札幌）ハーフマラソンの部で3位（初レース）
- 2002年
  - アジアフェスピック釜山大会、車いすマラソン金メダル
- 2004年
  - アテネパラリンピック、400×4リレーで銅メダル獲得
- 2005年
  - 12月　JALホノルルマラソン：優勝（大会新）
- 2006年
  - 9月　 IPC陸上世界選手権大会：3位
  - 12月　JALホノルルマラソン：優勝（大会新）
- 2007年
  - 2月　 東京マラソン2007：優勝
  - 4月　 ボストンマラソン：優勝（日本人初）
  - 4月　　ソウル国際車いすマラソン：2位（1時間22分17秒 日本新<当時>）
  - 9月　 世界陸上大阪車いす1500m：2位　銀メダル　
  - 9月　　ベルリンマラソン：優勝（日本人初）
  - 12月　JALホノルルマラソン：優勝（3連覇）
- 2008年
  - 2月　 東京マラソン：優勝
  - 3月　 リスボンハーフマラソン：3位（41分56秒 日本新）
  - 4月　 パドヴァマラソン：2位（1時間21分23秒 日本新）　
  - 9月　 ベルリンマラソン：2位
  - 10月　シカゴマラソン：2位
  - 10月　大分国際車いすマラソン：3位（国内1位）
  - 11月　ニューヨークシティマラソン：2位
  - 12月　ホノルルマラソン：優勝（4連覇）
- 2009年
  - 3月　 東京マラソン：優勝（3連覇）
  - 12月　JALホノルルマラソン：優勝（5連覇）
- 2010年
  - 9月　　ベルリンマラソン：優勝（2回目）
  - 12月　JALホノルルマラソン：優勝（6連覇）
- 2011年
  - 2月　 東京マラソン：優勝　　
  - 4月　 ボストンマラソン：優勝（2回目、1時間18分50秒　自己最速記録）
  - 10月　大分国際：3位
  - 11月　ニューヨークシティマラソン：優勝（部門を問わず日本人初）
- 2012年
  - 4月　　ボストンマラソン：4位
  - 9月　　ロンドンパラリンピック：マラソンT54 4位入賞[1]
- 2013年
  - 4月　　ボストンマラソン：4位
  - 9月　　ロンドンパラリンピック：マラソンT54 4位入賞[1]
- 2014年
- 2015年
- 2016年
- 2017年

## 掲載記事
- 一期一会 / 一休.com
- 北京超人列伝 / カンパラプレス
- 副島正純でいるために / カンパラプレス